# Ruth Keller (Turnerin)
Ruth Schumann-Keller (* 12. Mai 1959) ist eine ehemalige Schweizer Turnerin.

## Biografie
Keller praktizierte ab ihrem fünften Lebensjahr Kunstturnen und tanzte nebenbei zwei Jahre lang Ballett. Ab ihrem neunten Lebensjahr übte sie das Trampolinspringen aus. Sie wurde 1980 und 1982 Weltmeisterin im Trampolinturnen. Im Jahr 1984 gab sie offiziell ihren Rücktritt vom Turnsport bekannt.
Im Schweizer Sport war Keller eine Ausnahmeerscheinung. So trainierte sie nicht etwa in einer Turnhalle mit ihrem Vater, sondern in einer Scheune. Die ersten Wettkämpfe musste sie in der Männerkategorie bestreiten, da Keller die einzige Frau in der obersten Leistungsklasse in der Schweiz war. Sie wurde zudem auch mehrmals als Siegerin über die Männerkategorie gefeiert. Dank ihrer Erfolge wurde Keller 1980 als erste Glarnerin zur Schweizer Sportlerin des Jahres gewählt, wenige Jahre vor der Skirennfahrerin Vreni Schneider.
Sie ist verheiratet, hat zwei Kinder und wohnt in Mollis im Kanton Glarus.